# Baltasar Belenguer Hervás
Baltasar Belenguer Hervás (Valencia, 15 de octubre de 1909-2 de septiembre de 1992) fue un boxeador español, conocido en su época popularmente como Sangchili, apodo que el mismo se lo puso copiando el nombre de un criado chino amigo de su familia (Sang Chi Li), para que su padre no lo conociera.

## Trayectoria
Nació en Valencia el 15 de octubre de 1909. Erróneamente se había reflejado su año de nacimiento como 1911. En el libro "Cien años de boxeo en la Comunidad Valenciana" los autores Julio González Rodríguez y Manuel Valero Sánchez confirmaron su nacimiento en 1909. Fue el primer boxeador español que se convirtió en campeón del mundo. Tras varios intentos de españoles que habían fracasado por el título del mundo el 1 de junio de 1935 habría dos oportunidades para conseguirlo, una en Madrid donde Ignacio Ara fracasaría ante Marcel Thil, la otra en Valencia, en la plaza de toros, donde Sangchili venció por puntos en 15 asaltos al panameño Alf Brown proclamándose campeón mundial del peso gallo versión IBU, organismo que por aquel entonces regía los destinos del boxeo en Europa.
Antes de aquel combate había disputado otros 60, habiendo salido victorioso en 50 de los mismos, con cinco derrotas y cinco nulos. Se había proclamado campeón de España frente a Carlos Flix, título que retuvo ante el mismo boxeador. Además realizó dos intentos por conquistar el título de Europa ante Nicolas Petit-Biquet no consiguiéndolo en la primera ocasión tras un combate nulo y siendo derrotado en el segundo intento por derrota por puntos en 15 asaltos.
Otra victoria importante que consiguió entre estas cincuenta peleas fue contra el tunecino, Victor Young Pérez al que derrotó por puntos en 10 asaltos en Madrid. El enfrentamiento que sostuvo contra el panameño por el título del mundo fue el segundo entre ambos púgiles unos meses antes, ya se había enfrentado el valenciano a Panamá Al Brown sin que este pusiera el título en juego y acabando el combate en nulo.
Una vez obtuvo el título realizó una exitosa gira cosechando gran número de victorias tanto en España como en el extranjero, siempre sin poner el título en juego hasta que el veterano Benny Sharkey con más de cien victorias a sus espaldas le derrota en Newcastle, de donde es nativo el púgil inglés. De este traspiés se recupera a los pocos días derrotando en Liverpool a otro magnífico oponente Ronnie James que solo había cosechado una derrota en sus más de cincuenta peleas y al que el valenciano derrotó por puntos.
El 10 de febrero de 1936 hace su debut en Estados Unidos, y nada más y nada menos que en el mítico Madison Square Garden de Nueva York, su rival fue Lew Farber, un experimentado rival al que vence por puntos en 10 asaltos. Peor suerte corrió el 29 de junio de 1936 contra Tony Marino, con quien había puesto su título en juego y que le derrota por nocaut en 14 asaltos cuando el español que dominaba por puntos parecía que iba a retener el cinturón. Sangchili dijo que fue envenenado en el rincón y por este motivo su rendimiento se vio alterado de forma súbita.
No recuperado de la decepción de haber perdido su título vuelve a perder en Montreal un combate contra Frankie Martin. Aunque en su siguiente combate tiene la opción de vengarse de Tony Marino derrotándolo por puntos en 10 asaltos, lamentablemente Tony Marino había tenido la precaución de no poner el cinturón en juego así que no pudo volver a las manos del español.
Acaba su gira americana con una derrota en México contra el boxeador local Juan Zurita y regresa a Europa donde realiza varios combates en Francia en los siguientes dos años, hasta que en 1938 el título gallo de la IBU vuelve a quedar vacante y son nombrado aspirantes dos viejos conocidos, los excampeones, Panamá Alf Brown y Baltasar Berenguer Sangchili. El combate se disputó en París y esta vez ganó el panameño por puntos en 15 asaltos.
De su carrera pugilística poco quedaba ya, salvo una victoria frente al veterano Eugene Huat y un intento por obtener el título de Europa frente a Valentin Angelmann en París por descalificación en cuatro asaltos. Cerró su carrera en 1940 consiguiendo el título nacional frente a Miguel Safont por puntos en 12 asaltos. A finales de los cuarenta meditó volver a boxear, y una vez retirado realizó exhibiciones de salto de cuerda en un circo.
Es junto a José Durán el único español que ha sido considerado campeón mundial por la revista The Ring. Falleció el 2 de septiembre de 1992.

## Principales Combates
- 22 de abril de 1933, Valencia. Vence a Carlos Flix por puntos en 12 asaltos y se proclama campeón de España de los pesos gallos.
- 15 de julio de 1933, Valencia. Hace nulo con Nicolas Petit-Biquet y no logra conquistar la corona europea de los gallos.
- 6 de febrero de 1934, Madrid. Hace nulo con Carlos Flix por puntos y retiene su corona nacional.
- 18 de agosto de 1934, Argel, Argelia. Es derrotado por Nicolas Petit-Biquet por puntos en 15 asaltos y no logra conquistar el título europeo de los gallo.
- 1 de junio de 1935, Valencia. Vence a Panama Al Brown por puntos en 15 asaltos y se proclama campeón del mundo del peso gallo.
- 29 de mayo de 1936, Nueva York, vence en el Madison Square Garden a Lew Farber por puntos en 10 asaltos.
- 29 de junio de 1936, Nueva York, es derrotado por Tony Marino por KO en 14 asaltos y pierde su corona mundial.
- 4 de marzo de 1938, París, es derrotado por Alf Brown por puntos en 15 asaltos y no puede reconquistar el título mundial de los gallos.
- 6 de octubre de 1938, París, es derrotado por Valentin Angleman por descalificación en 4 asaltos no consiguiendo conquistar el título de Europa de los gallos.
- 1 de enero de 1940, Valencia, vence por puntos en 12 asaltos a Miguel Safont proclamándose campeón de España.